# Ган Де
Ган Де (кит.: 甘德; 4 ст. до н. е.), також відомий як Господь Ган (Гань Гун), був давньокитайським астрономом і астрологом, який народився в державі Ці. Вважається, що він, поряд із Ши Шенем, був першим в історії відомим за іменем, хто склав зоряний каталог, йому передували анонімні автори ранніх вавилонських зоряних каталогів, а за ними пішов грек Гіппарх, який є першим відомим у західній традиції елліністичній астрономії, хто склав зоряний каталог.. Він також проводив спостереження планет, зокрема Юпітера. Його твори втрачені, але деякі назви його творів і фрагменти, цитовані з них, відомі з пізніших текстів.
Можливо, Ган Де був першим, хто описав один із галілеєвих супутників Юпітера, зазвичай невидимий без допомоги телескопів. У 20-му столітті фрагмент роботи Гана, у пізнішій збірці астрономічних текстів, був ідентифікований Сі Цзецзуном як такий, що описує спостереження неозброєним оком одного з двох найбільших і найяскравіших супутників, Ганімеда або Каллісто влітку 365 року до нашої ери.